# Frizijec
Frizijec je pasma konja. Zanjo je značilna črna dlaka, svilnata griva in čopi na nogah. Danes je ne vzrejajo samo na Nizozemskem.
So bistri, učljivi in delavni. Verjetno so ena redkih izvirnih evropskih kulturnih pasem, ki je v večji meri preživela in izvira iz severozahodne obalne pasme konja, ki so bili včasih razširjenih od Bretanje do severne Jutlandije.
V srednjem veku so bili gospodarsko pomembni, saj so bili primerni za prenašanje težkih bremen. V naslednjih stoletjih so veljali za vprežne konje. Kot plemenske žrebce so jih vkrižali v skoraj vse evropske pasme konjev.
Zaradi motorizacije je v šestdesetih letih  20. stoletja pasmi grozilo izumrtje. Takrat je nastala težava, ki frizijske rejce pesti še danes: v tistem času jim je ostalo samo ena žrebičkova linija, ki izvira iz žrebca Neva, skotenega leta 1885. Poleg te se je ohranila še linija Alva, ki izvira iz žrebca, skotenega leta 1893, vendar brez moških potomcev, in le 23 kobil. V osemdesetih letih je prišlo do preporoda pasme, ki traja še danes, ko v rodovno knjigo vpišejo približno 2500 žrebičkov na leto.
Je mirna pasma s prijaznim karakterjem in temperamentom. Radi imajo crkljanje. Imajo posebno značilnost, med hodom zarivajo kopito v tla, s tem načinom so lažje vlekli težke tovore.